# بهشت (ترانه گوگوش)
«بهشت» تک‌آهنگی از آلبوم اعجاز گوگوش است. علیرضا افکاری آهنگساز و تنظیم‌کنندۀ  آن است و متن شعر آن کاری از روزبه بمانی است. گوگوش با انتشار نماهنگ بهشت در بهمن ۱۳۹۲  از افراد ال‌جی‌بی‌تی حمایت کرد. این نخستین باری بود که یک خواننده ایرانی سبک پاپ در حمایت از حقوق افراد ال‌جی‌بی‌تی ترانه‌ای می‌خواند و به‌طور جدی به مخالفت با آزار همجنس‌گرایان پرداخته بود.

## نماهنگ
نوید اخوان نماهنگ ترانه بهشت را نویسندگی و کارگردانی شده‌است و نشان‌دهنده عشق دو دختر همجنس‌گراست که از خانواده طرد شده و مورد آزار و اذیت دیگران قرار می‌گیرند. در این نماهنگ پگاه فریدونی و یاسمین آزادی نقش دو همجنس‌گرا را برعهده دارند. در انتهای نماهنگ پیام «Freedom to Love for All» نشان داده می‌شود. گوگوش در روز ولنتاین (۲۵ بهمن ۱۳۹۲) نماهنگ بهشت را با نوشتن جملهٔ «با آرزوی روزهایی سرشار از عشق - برای همه» در صفحه فیس‌بوک خود قرار داد. این نماهنگ در کم‌تر از یک هفته بیش از ۸۰۰۰۰۰ بازدید در وبگاه «رادیو جوان» و بیش از ۱۶۰٬۰۰۰ بازدید در یوتیوب کسب کرد. همچنین ریکی مارتین در توییتر خود آن را به اشتراک گذاشت.

## واکنش‌ها
انتشار نماهنگ ترانهٔ بهشت موجی از اظهار نظرها را در شبکه‌های اجتماعی در پی داشت. بخشی از اظهارنظرها، توهین‌ها و حمله‌هایی به گوگوش یا مضمون ترانه بود. دسته دوم اظهارنظرها، منتقدانی بودند که اثر گوگوش را کلیشه‌ای یا بازتولید کننده همجنسگرا ستیزی یا «نان به نرخ روز خوردن» دانسته بودند. جامعه همجنسگرایان ایرانی و مدافعان حقوق همجنس‌گرایان نیز به استقبال این اثر رفتند؛ بسیاری از آنها، حس افتخار، قدرتمند شدن و صاحب صدا شدن را در اظهار نظرهای خود بیان کرده بودند.